# 国道174号

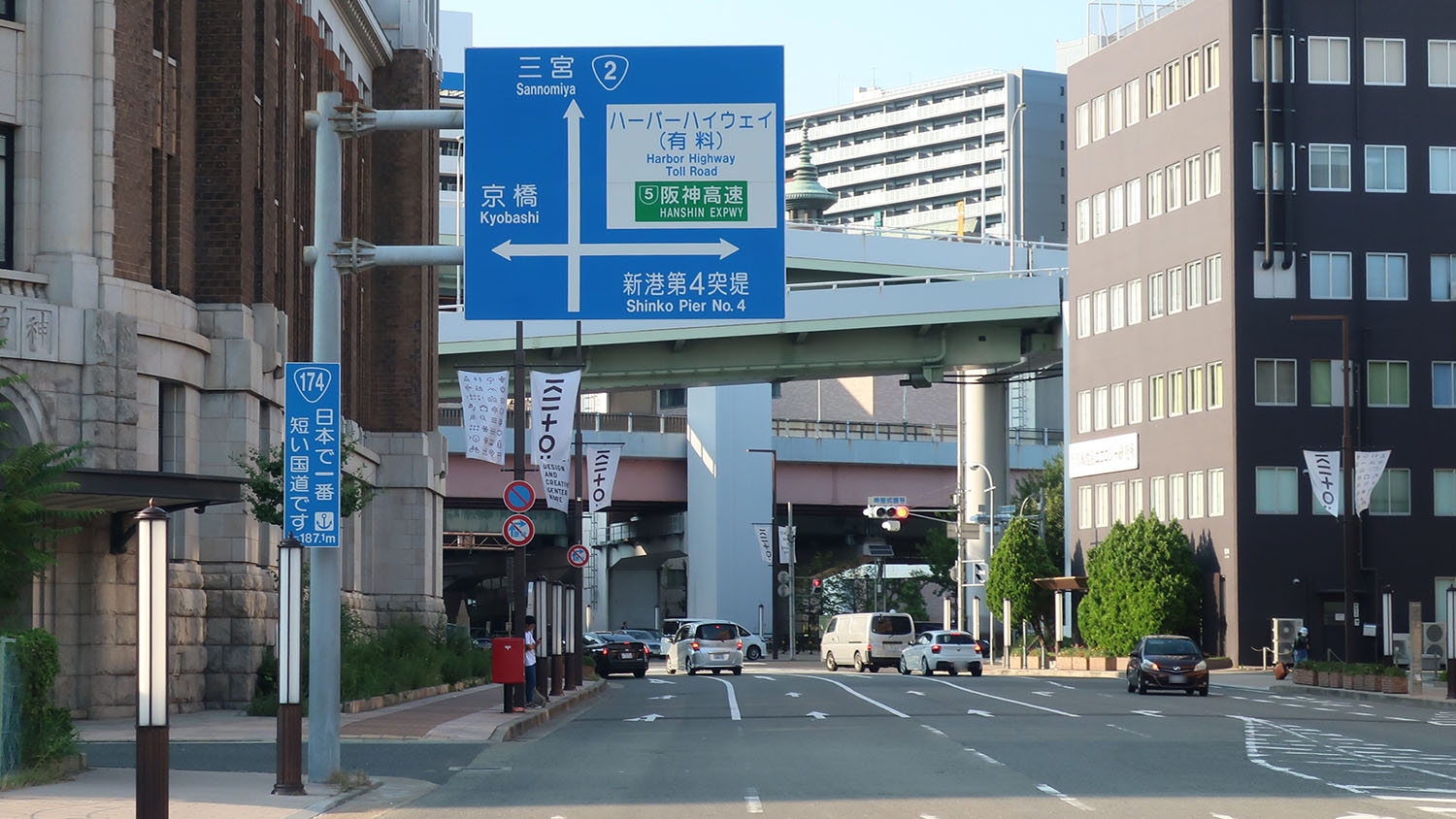
国道174号（起点側）
兵庫県神戸市中央区
第3突堤交差点付近
左が神戸税関旧館にあたる。

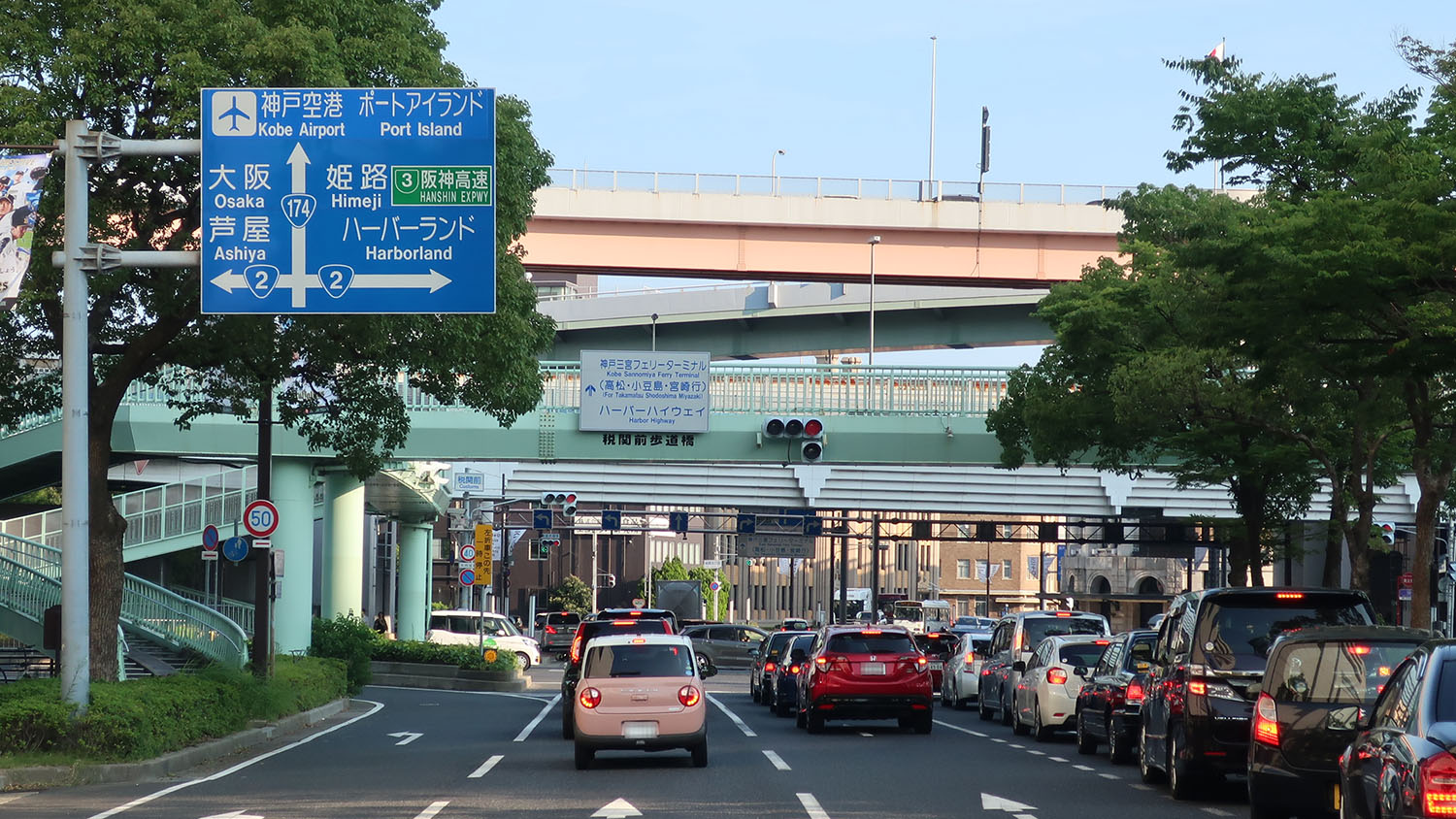
国道174号（終点側）
兵庫県神戸市中央区
税関前交差点

国道174号（こくどう174ごう）は、兵庫県神戸市中央区の神戸港から国道2号に至る一般国道である。

## 概要

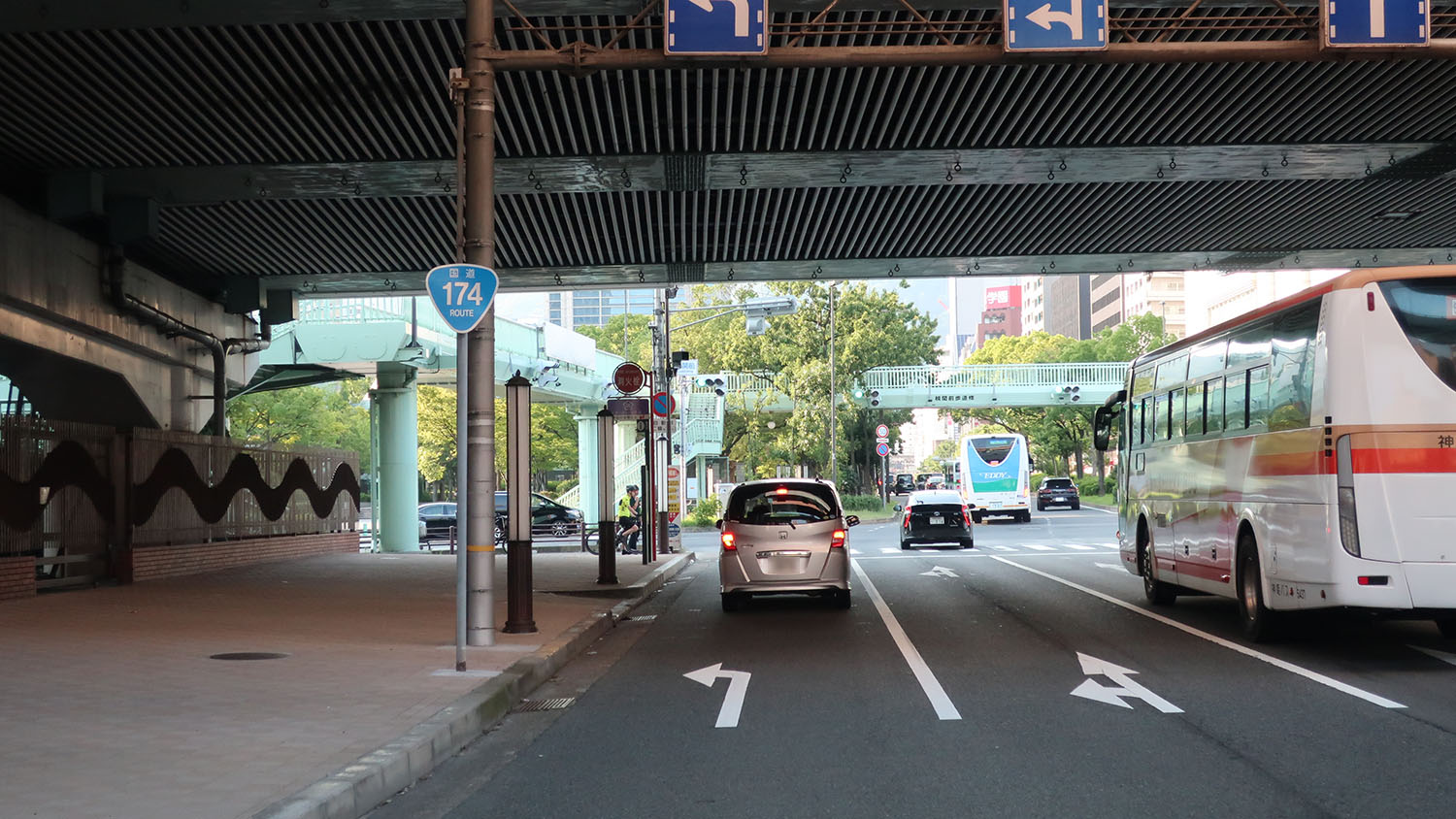
国道2号交点、税関前交差点付近
阪神高速3号神戸線と国道2号浜手バイパスの高架道桁下部分

神戸港の新港地区に所在する神戸税関前（税関本庁前交差点）から、神戸市中央区内の国道2号交点（税関前交差点）とを結ぶ、延長187.1メートル (m) の一般国道の路線である。いわゆる港国道で、日本一延長の短い国道である。阪神高速3号神戸線と国道2号浜手バイパスの高架道桁下部分におおよその区間があり、北へ向かう国道2号方向へ6車線、南へ向かう神戸港方面へ5車線を有する。
道路法では、重要な港や空港と主要国道とを結ぶ道路を国道とする規定があるため、神戸港と国道2号と結ぶ一般国道の路線として指定されたものである。指定当初は当時最短の国道130号（東京港 - 国道15号）よりも長く、現在の路線延長の5倍ほどの長さがあったが、国道2号のバイパスが神戸港側に並行して開通したため延長が短くなったという経緯をもつ。

### 路線データ
一般国道の路線を指定する政令に基づく起終点および重要な経過地は次のとおり。
- 起点：神戸港（神戸税関本庁前。第3突堤交差点の約40 m北）
- 終点：神戸市中央区（税関前交差点 = 国道2号交点、兵庫県道30号新神戸停車場線終点）
- 重要な経過地：なし
- 総延長 : 0.1871 km[3][8][注釈 3]
- 重用延長：なし[3][8][注釈 3]
- 未供用延長 : なし[3][8][注釈 3]
- 実延長：0.1871 km[3][8][注釈 3]
  - 現道：0.1871 km[3][8][注釈 3]
  - 旧道：なし[3][8][注釈 3]
  - 新道：なし[3][8][注釈 3]
- 指定区間：なし[9]

### 短距離国道
総延長の順位（短距離として）
1. 国道174号（神戸港→神戸市中央区）：187.1 m（日本一短い国道）
2. 国道130号（東京港→東京都港区芝1丁目）：482 m
3. 国道198号（門司港→北九州市門司区西本町）：約618 m[8][注釈 3]

実延長の順位（短距離として）
1. 国道174号（神戸港→神戸市中央区）：187.1 m（日本一短い国道）
2. 国道189号（岩国空港→岩国市麻里布町1丁目）：360 m
3. 国道130号（東京港→東京都港区芝1丁目）：482 m
4. 国道198号（門司港→北九州市門司区西本町）：618 m
5. 国道177号（舞鶴港→舞鶴市字魚屋）：705 m

## 歴史
1885年（明治18年）の内務省告示第6号「國道表」で国道3号「東京ヨリ神戸港ニ達スル路線」として表れる。これは京都まで国道2号（東京から大阪港。現1号）と重複する路線で、終点の神戸から国道4号（東京から長崎）が伸びていた。法令上は「東京より神戸港に達する路線」となっているが、実質的には京都から神戸に至る路線であり、長崎へ至る路線の一部であった。
現在の国道2号は、東から来るとJR西日本三ノ宮駅の手前の三宮東交差点で直角に折れてポートライナーの高架下を南下していくが、当時は三ノ宮駅前を直進していた。そこで、神戸港から三ノ宮駅前の三宮交差点までを真っすぐに結ぶ約940 mの道路が国道174号に指定された。1962年（昭和37年）に、国道2号が現在のコースに切り替えられたため、国道2号との交点が神戸港側に移動することになり、海側の187.1 mだけが国道174号となった。残りの750 mあまりは、現在「フラワーロード」という愛称の兵庫県道30号新神戸停車場線になっている。
なお、国道2号の経路は、昭和37年11月19日付建設省告示第2908号において現在の経路に変更され、変更前の国道2号の経路は、三宮東交差点を西進し、兵庫県道21号神戸明石線から国道28号を経て現国道2号の東尻池交差点へと至るルートである。 

### 年表
- 1920年（大正9年）施行の旧道路法に基づく路線認定では、国道38号「東京市ヨリ神戸港ニ達スル路線」となった[注釈 6]。路線名はほぼ同じであるが、この路線は神戸まで国道2号「東京市ヨリ鹿兒島縣廳所在地ニ達スル路線（甲）」と重複し、神戸で分岐して神戸港へ至る路線であり、今日の国道174号の性格に近いものである。ただし、ルートは中突堤（メリケンパーク）前を通過して神戸税関に至るもので、今日のルートとは異なる。また、路線名に示されているように神戸港が終点であった。
- 1953年（昭和28年）5月18日 - 新道路法に基づく路線指定で、神戸港を起点とし国道2号との交点（神戸市生田区（現・中央区））を終点とする二級国道174号神戸港線となった[注釈 7]。
- 1965年（昭和40年）4月1日 - 道路法改正によって一級・二級の別がなくなり一般国道174号として指定施行[7]。
- 1982年（昭和57年）4月1日 - 1980年（昭和55年）に神戸市生田区と葺合区が合併して中央区になったため終点を「神戸市中央区」に変更した[12]。

## 路線状況

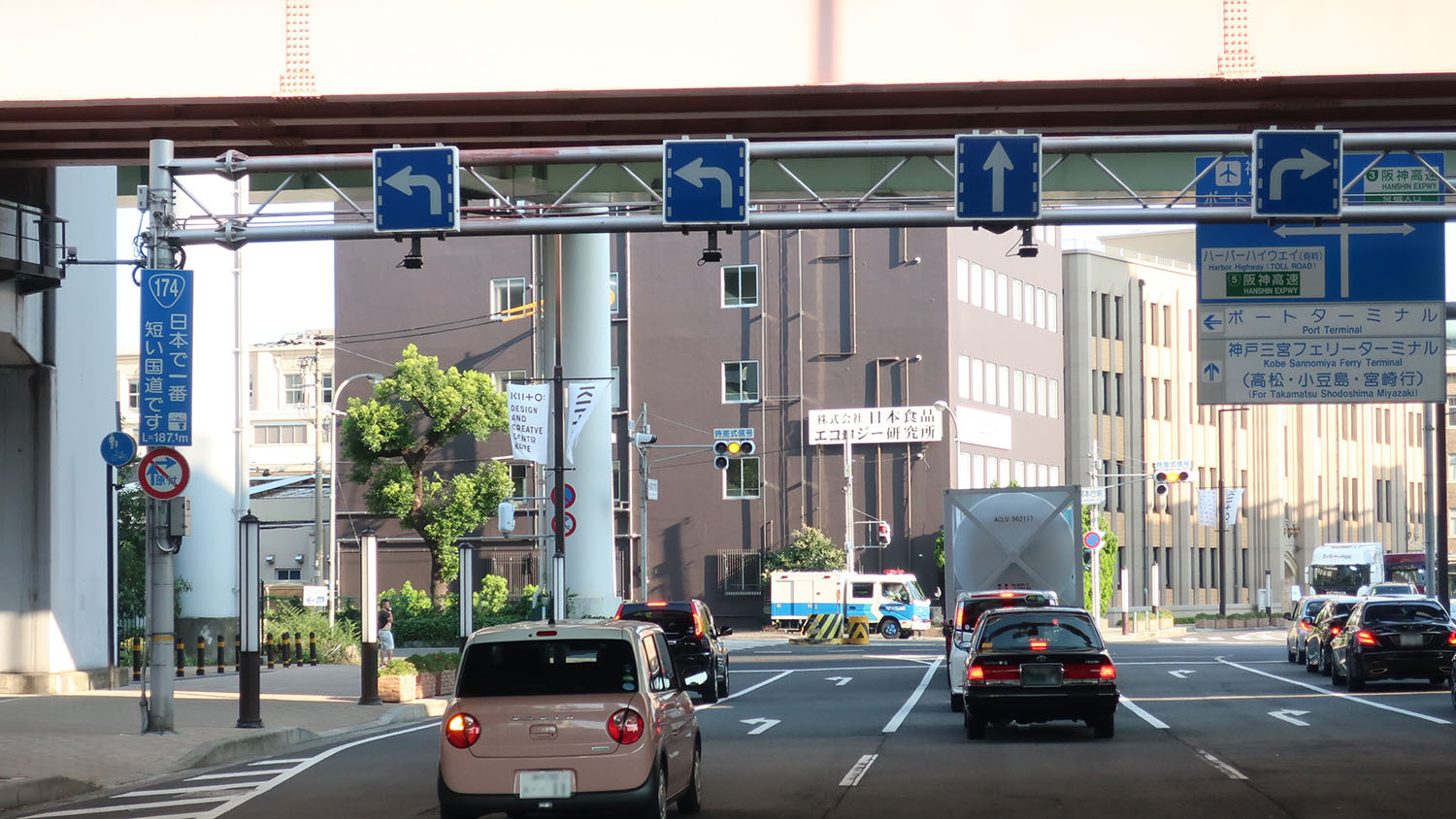
国道174号（終点側）
税関前交差点付近の「日本で一番短い国道です」と書かれた標識

全線がアスファルトで舗装されており、道路の延長は187.1 mと短いながらも車線数は上下合わせて11車線ある。かつては国道標識は設けられていなかったが、2002年（平成14年）に市によって「日本で一番短い国道です」と書かれた標識も設けられ、最短国道として広く知られるようになってからは、ちょっとした観光名所となっている。
本路線のような短い延長でも一般国道に指定されている理由は、1952年（昭和27年）制定の道路法の二級国道の要件に、「港湾法で特に規定された港、または建設大臣が指定する重要な飛行場、もしくは国際観光上重要な地と一級国道を連絡する道路」と定義されており、神戸港と国道2号を結ぶ道路がこの要件に合致するからである。

### 通称
- 神戸港国道
- イナヨン

## 地理

### 通過する自治体
- 兵庫県
  - 神戸市（中央区）

### 交差する道路
| 交差する道路                       | 交差する場所 | 交差する場所        |
| ---------------------------------- | ------------ | ------------------- |
| 国道2号 兵庫県道30号新神戸停車場線 | 加納町6丁目  | 税関前交差点 / 終点 |